# Sonia Almarcha
Pour les articles homonymes, voir Almarcha.
Sonia Almarcha, née à El Pinós le 28 avril 1972, est une actrice espagnole.

## Biographie
Native de la ville d'El Pinós, dans la province d'Alicante, Sonia Almarcha se tourne très jeune vers les arts dramatiques et étudie à l'Escola Superior d'Art Dramàtic de València (ca) de 1986 à 1989. 
Elle débute à la télévision en 1995 dans la série ¡Ay, Señor, Señor! diffusé sur Antena 3, puis décroche un rôle au cinéma en 1996 dans le film Adosados de Mario Camus. Riche de nombreux rôles au cinéma et à la télévision, elle est connue pour son engagement en faveur des droits humains.
En 2022, elle est nommée à la 36e cérémonie des Goyas qui se déroule à Valence, pour son rôle dans le film El buen patrón de Fernando León de Aranoa.
En 2024 (En Espagne), puis en 2025 (en France), elle est à l'affiche du film Marco, l'énigme d'une vie du réalisateur basque Jon Garaño sur la vie de l'imposteur Enric Marco.

## Filmographie notable
- 1996 : Adosados de Mario Camus : Secretaria Andrés
- 2007 : La soledad de Jaime Rosales : Adela
- 2010: Amador de Fernando León de Aranoa : Yolanda
- 2018 : El reino de Rodrigo Sorogoyen : Susana
- 2021 : El buen patrón de Fernando León de Aranoa : Adela
- 2024 : Marco, l'énigme d'une vie de Jon Garaño : Clara

## Séries télévisées notables
- 2002 : Hospital Central : Carmen
- 2015 : Derrière les barreaux : Lidia
- 2016 : Le Ministère du temps : Sœur Azucena

## Distinctions

### Récompenses
- 2021 : Prix de la meilleure actrice dans un second rôle de la Unión de Actores y Actrices pour le film El buen patrón de Fernando León de Aranoa[6]

### Nominations
- 2021 : 
  - Prix du Círculo de Escritores Cinematográficos de la meilleure actrice dans un second rôle pour le film El buen patrón de Fernando León de Aranoa
  - Prix Goya de la meilleure actrice dans un second rôle pour le film El buen patrón de Fernando León de Aranoa[7]